# Индекс автомобильных номеров Таджикистана
Автомобильные номера Таджикистана — регистрационные знаки для транспортных средств, зарегистрированных в стране.

## История
Впервые номера на автомобилях Таджикистана появились во времена вхождения Таджикистана в состав СССР. С этого времени и вплоть до 1996 года в стране использовались автомобильные номера советского образца, принадлежавшие Таджикской ССР.
В 1996 году в Таджикистане были введены номерные знаки собственного образца, сделанные по образу и подобию номерных знаков Российской Федерации.
В 2009—2010 годах в Таджикистане начали выдаваться номерные знаки нового образца, заметно отличающиеся от предыдущих. Тогда же появились и новые виды номеров, например, для общественного транспорта и для транспортных средств МВД.
В апреле 2014 года номерные знаки слегка изменились — размер букв стал равен размеру цифр, а под кодом TJ появился чип.

## Номерные знаки стандарта 2009—2010 года
Новые номерные знаки значительно отличаются от ранее выдаваемых. На знаках появился флаг республики Таджикистан и автомобильный код «TJ», код региона перестал писаться в отдельном окне, поменялись местами элементы номерных знаков.
В качестве букв, как и в предыдущем формате, используются буквы таджикского кириллического алфавита, схожие по написанию с латинскими, а именно: А, В, Е, К, М, Н, О, Р, С, Т, Х. С 2014 года в номерах также используются латинские буквы D, J , Z и Y.

### Типы выдаваемых номерных знаков
- Номерные знаки физических лиц

Выполняются чёрными символами на белом фоне. Слева наносится государственный флаг республики Таджикистан, под которым написан автомобильный код «TJ», далее следуют четыре цифры, две буквы меньшего размера и две цифры, обозначающие регион регистрации. Разработан также двухрядный номерной знак, где в верхнем ряду помещаются четыре цифры, а в нижнем — буквы и код региона. С 2014 года размер букв и цифр совпадает.
|  |

- Номерные знаки общественного транспорта

Выполняются чёрными символами на оранжевом фоне. Формат номера совпадает с форматом физических лиц, в качестве букв используется только буквосочетание «ТТ». С 2014 года размер букв и цифр совпадает.
|  |

- Номерные знаки юридических лиц

Выполняются чёрными символами на белом фоне. От формата номером физических лиц отличаются наличием только трёх цифр в начале номера. С 2014 года размер букв и цифр совпадает.
|  |

- Номерные знаки автомобильных прицепов

Выполняются чёрными символами на белом фоне; знак — квадратный двухрядный. В верхнем ряду наносится государственный флаг республики Таджикистан, под которым написан автомобильный код «TJ», далее следуют две цифры региона регистрации и две буквы; в нижнем ряду располагаются четыре цифры. С 2014 года вид номера изменился: теперь в верхнем ряду располагаются четыре цифры, а в нижнем — две буквы и две цифры региона, размер букв и цифр совпадает.
|  |

- Номерные знаки мототехники

Выполняются чёрными символами на белом фоне; знак — квадратный двухрядный. В верхнем ряду наносится государственный флаг республики Таджикистан, под которым написан автомобильный код «TJ», далее следуют три цифры; в нижнем ряду располагаются буква и две цифры региона регистрации.
|  |

- Номерные знаки спецтехники и прицепов к ней

Вид знака остался неизменным с 1996 года, только вместо кода РТ пишется код TJ.
- Номерные знаки автомобилей вооружённых сил РТ

Вид знака остался неизменным с 1996 года, только отсутствуют отдельное окно справа и код РТ.
- Номерные знаки автомобилей МВД РТ

Выполняются белыми символами на синем фоне. От формата номером физических лиц отличаются наличием только одной буквы («М»).
|  |

- Транзитные номерные знаки

Напоминают современные российские транзитные номера, но зеркально отображённые. Слева в отдельном окошке чёрным по жёлтому в 2 ряда наносится информация: верхний ряд — код региона регистрации и сочетание «TJ», нижний ряд — слово «tranzit». В остальной части чёрным по белому наносится буква, четыре цифры и ещё одна буква. С 2014 года вид знака немного изменился: первая буква стала одного размера с цифрами, а над последней буквой стал рисоваться флаг Таджикистана.
|  |

- Номерные знаки автомобилей нерезидентов

Выполняются белыми символами на зелёном фоне. Формат знака остался тот же, что и в 1996 году. Буква обозначает:
В — автомобиль иностранного банка;
М — автомобиль иностранной фирмы или предприятия;
Н — автомобиль иностранного гражданина.
|  |

- Дипломатические номерные знаки

Вид знака остался неизменным с 1996 года.
- Номерные знаки представительств ООН

Вид знака остался неизменным с 1996 года.
- Номерные знаки автомобилей высшего руководства страны

Выполняются чёрными символами на белом фоне. Изначально содержал три цифры, буквосочетание «TJ» и контурный рисунок республики Таджикистан. Вскоре на номерах в правом верхнем углу начали помещать государственный флаг Таджикистана.
|  |

В 2010 году было решено вернуться к традиционным номерам. По отношению к предыдущему стандарту, флаг был перенесён из правой части в левую, а буквосочетание «РТ» заменено на «TJ». Встречаются номера где сочетание «TJ» ставится как перед тремя цифрами, так и после них.
|  |

## Номерные знаки стандарта 1996 года

### Типы выдаваемых номерных знаков
За образец первых таджикских номеров был взят современный российский номер с единственным отличием — в окошке региональной принадлежности вместо кода «RUS» и российского флага маленькими буквами писалось буквосочетание «РТ», флаг отсутствовал.
- Номерные знаки физических лиц

Изначально выполнялся в формате «буква четыре цифры», после исчерпания всех номеров в начале номера начали помещать две буквы.
|  |

- Номерные знаки юридических лиц

От формата номеров физических лиц отличается тем, что буква ставилась после цифр.
|  |

- Номерные знаки автомобильных прицепов

Выполнялись в формате «буква четыре цифры буква».
|  |

- Номерные знаки мототехники

Практически идентичны соответствующему российскому стандарту, только номер региона пишется не в отдельном окне, сочетание «РТ» отсутствует.
|  |

- Номерные знаки спецтехники и прицепов к ней

Практически идентичны соответствующему российскому стандарту, только в окне с номером региона присутствует сочетание «РТ». Существует и более поздняя разновидность номерного знака, где нижняя строчка имеет вид «ББЦЦРТ» (Б — буква, ЦЦ — код региона, РТ — сочетание «РТ»).
|  |  |  |

- Номерные знаки автомобилей вооружённых сил РТ

Также практически идентичны российским, формат — три цифры две буквы, буквы и цифры одинакового размера.
|  |

- Транзитные номерные знаки

Идентичны старым российским транзитам, только слово «Tranzit» выполнено латиницей.
|  |

- Номерные знаки автомобилей нерезидентов

Выполнялись чёрными символами на светло-оранжевом фоне, формат: три цифры буква три цифры. Буква обозначала:
М — автомобиль иностранной фирмы или предприятия;
Н — автомобиль иностранного гражданина;
Р — автомобиль предназначен для экспорта из страны.
|  |

- Дипломатические номерные знаки

Выполняются белыми символами на красном фоне, формат тот же, что у нерезидентов. Первые три цифры — код страны представительства; буква обозначает:
D — автомобиль сотрудника с дипломатическим статусом;
S — автомобиль сотрудника без дипломатического статуса (техперсонал);
CMD — автомобиль главы диппредставительства. После букв «CMD» в номерах ставится только одна цифра.
|  |

- Номерные знаки представительств ООН

Фактически являются разновидностью дипломатических знаков. Выполняются белыми символами на голубом фоне, формат — три цифры, буквосочетание «UN», две цифры.
|  |

- Номерные знаки автомобилей высшего руководства страны

Выполняются чёрными символами на белом фоне. Формат — три цифры и буквосочетание «РТ», вместо окна с кодом региона — крупный флаг республики Таджикистан.
Высшее военное руководство имело номерные знаки такого же формата, но выполненные белыми символами на чёрном фоне.
|  |

## Коды регионов Таджикистана
| Регион                                          | Советский код | Код с 1996 года | Код с 2010 года |
| ----------------------------------------------- | ------------- | --------------- | --------------- |
| Душанбе                                         | ДБ СБ         | 01              | 01, 05, 10      |
| Согдийская область                              | ЛБ            | 02              | 02, 06, 20      |
| Хатлонская область С 1988 года                  | ХТ            | 03              | 03              |
| Горно-Бадахшанская автономная область           | ГБ            | 04              | 04              |
| Районы республиканского подчинения Таджикистана | ДБ СБ         | 01              | 07, 08          |
| Кулябская область До 1988 года                  | КЮ            | -               | -               |
| Курган-Тюбинская область До 1988 года           | ТД            | -               | -               |